# Stenopogon ischyrus
Stenopogon ischyrus är en tvåvingeart som beskrevs av Seguy 1932. Stenopogon ischyrus ingår i släktet Stenopogon och familjen rovflugor. Inga underarter finns listade i Catalogue of Life.